# Sturmhaken (Werkzeug)

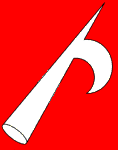
Sturmhaken in der Heraldik

An langen (Holz)stangen befestigte Sturmhaken (lateinisch harpago incendiarius; auch „Feuer-“) bzw. Einreißhaken sind vielseitige Werkzeuge. Er wird auch heute noch bei der Feuerwehr zu Nachlöscharbeiten oder zum Öffnen von Ziegeldächern eingesetzt.

## Einreißhaken

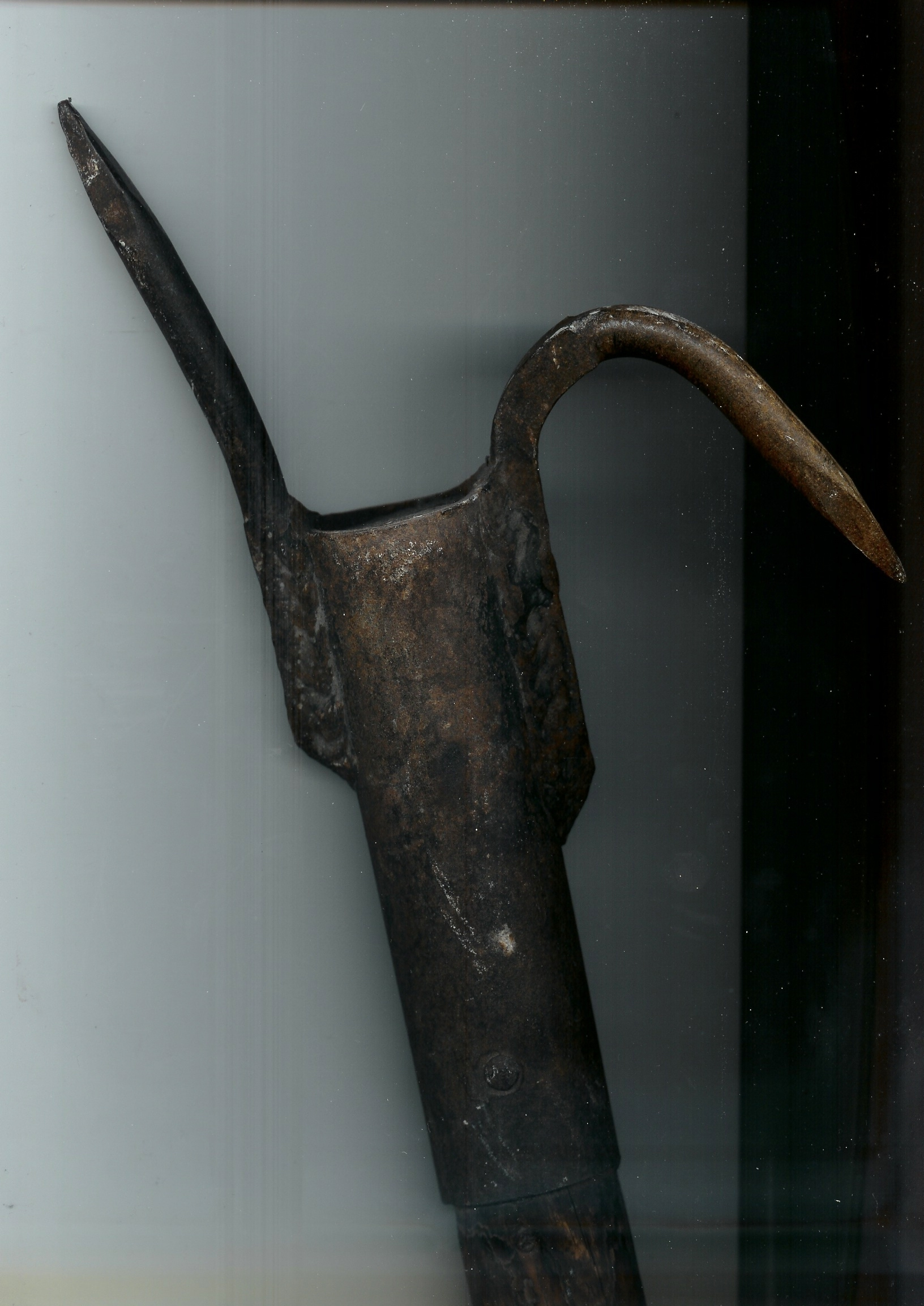
Einreißhaken (Süddeutschland, 18. bis 19. Jahrhundert)

„Einreißhaken“ sind lange gerade Stangen mit einer eisernen Spitze und einem angeschmiedeten bzw. -geschweißten Widerhaken. Der Einreißhaken dient zum Einreißen, Einstoßen und Herausziehen von Bauteilen und anderen Gegenständen aus einem Gefahrenbereich. Der Einreißhaken besteht in der Regel aus zwei Teilen (Holzstiel mit Haken und Verlängerungsteil). An der Stielhülse des Hakens befindet sich eine Öse, an der eine Mehrzweckleine befestigt werden kann. So kann mittels angeschlagener Mehrzweckleine der Zug beim Einreißen unterstützt werden. Am Haupthaken sind bei einigen Ausführungen mehrere Stangen oder Seile befestigt, sodass mehrere Personen gleichzeitig mit Kraft auf den Sturmhaken einwirken können („Doppel“- oder „Mehrfach-Einreißhaken“). Insbesondere bei zweiteiligen Einreißhaken der Feuerwehr kann der Haken über ein angebrachtes Seil zurückgezogen werden, sodass die Verschraubung der beiden Stangen weniger stark belastet wird. In Deutschland ist der Einreißhaken in der DIN 14851 genormt.
Einreißhaken gehörten früher in Städten, Dörfern und vielen Häusern zur standardmäßigen Feuerwehr-Ausrüstung. Ihre Bevorratung war gemäß Anordnungen des 18. Jahrhunderts zur Brandverhütung im Kurfürstentum Trier und in weiteren Kurfürstentümer des Heiligen Römischen Reiches für jede Ortschaft erforderlich. Bei vielen Fachwerkhäusern und vor allen solchen mit „weicher“ (Reet-)Bedeckung wurden und werden derartige Haken neben den Feuerleitern und den Löscheimern im oder am Haus vorgehalten. Einreißhaken und Feuerleitern gehörten somit zum historischen Dorf- und Stadtbild.
Schon in römischen Städten wurden Einreißhaken dazu verwendet, in der dichten innerstädtischen Bebauung Häuser einzureißen, um Brandschutz-Schneisen zu bilden. Nach Renate Lafer patrouillierten in römischen Städten Einsatzkräfte der Präfektur mit Eimern und Einreißhaken. Nach einer anderen Auffassung entstand der Einreißhaken aus funktionellen Gesichtspunkten in Nachahmung der mittelalterlichen Hellebarde.

Einreißhaken, Bildergalerie
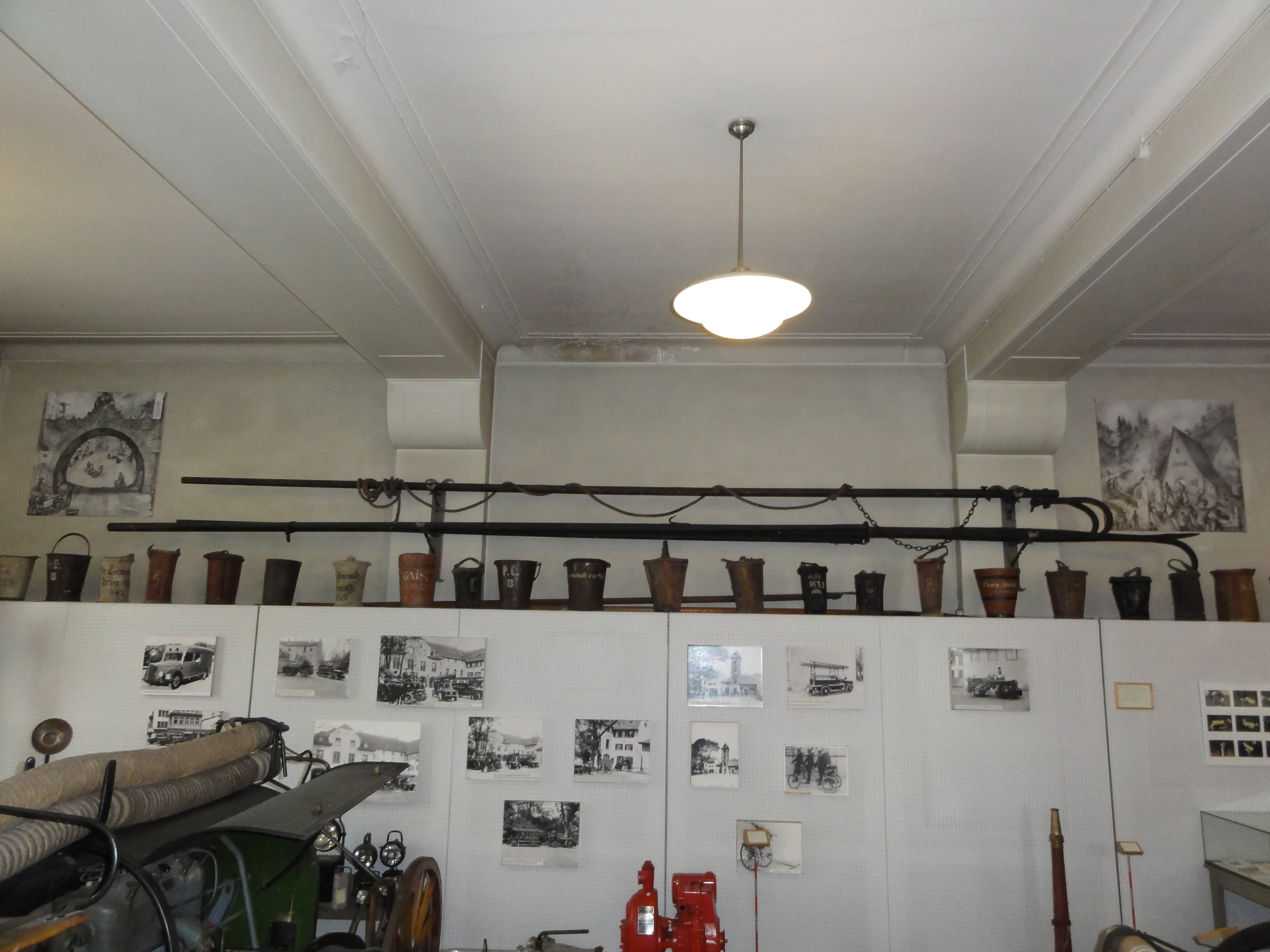
Auf der Galerie: Einreißhaken im Schweizerischen Feuerwehrmuseum, Basel (2012)
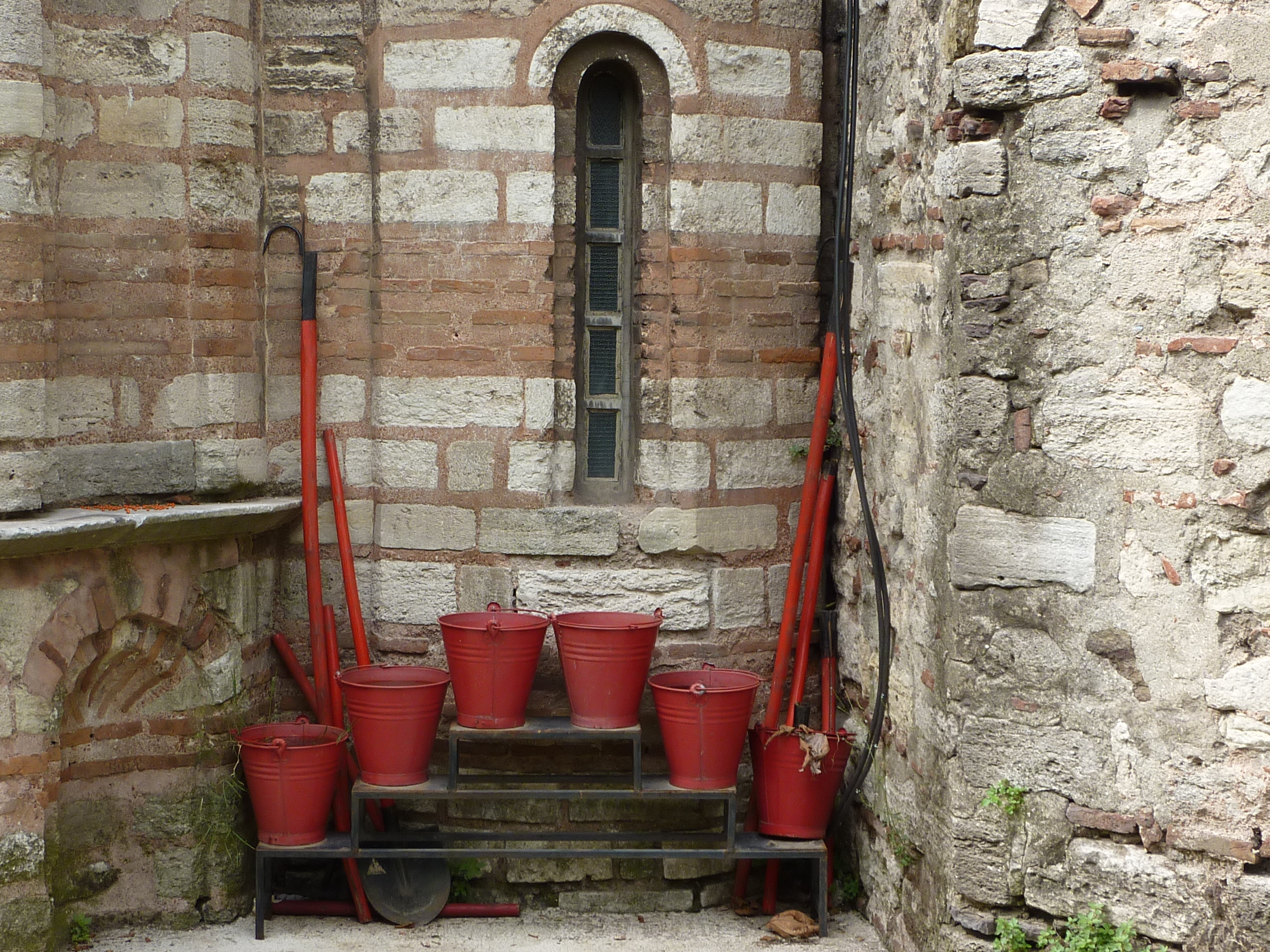
Feuerwehrausrüstung mit Einreißhaken, Pammakaristos-Kirche, Istanbul, Fethiye Museum (2010)
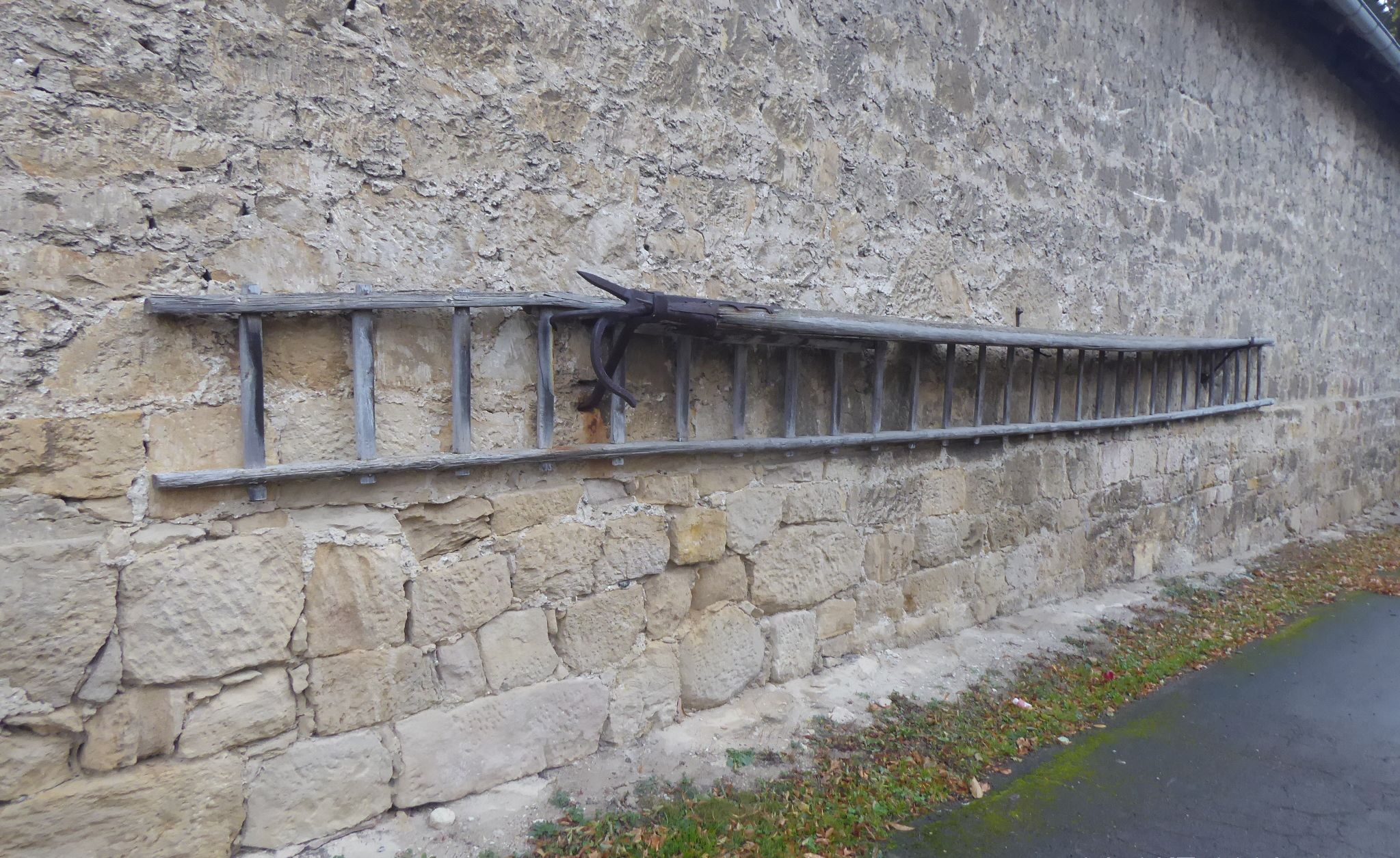
Öffentlicher Einreißhaken mit Feuerleiter unter der Dachtraufe einer Scheune (Fölziehausen, Landkreis Hildesheim), 2021

## Sturmhaken
„Sturmhaken“ (lateinisch falces) bezeichnet Hilfswerkzeuge zum Angriff („Sturm“) auf ein Gebäude oder eine Befestigungsanlage: sie dienten Angreifern zum Einreißen von Mauern, um das Eindringen in Befestigungsanlagen zu ermöglichen. Sie waren als große Haken mit Widerhaken ausgebildet und ebenfalls an langen Holzstangen befestigt und wurden auch zum Anstellen von „Sturmleitern“ gebraucht.

## Weiteres
Eine kleinere Ausführung ist als Aufsatz auf einer Stange oder einem Besenstiel beim Öffnen oder Schließen von Oberlichten bzw. Kämpferfenstern hilfreich; außerdem sind analog Stoß- bzw. „Reißhaken“ auch im Obstbau gebräuchlich zum Schlagen, Schütteln und Rütteln von mit Erntegut behangenen Ästen bei Obst- bzw. Streuobst- oder Nuss-Ernte.